# العاقبية
العاقبية هي إحدى المناطق اللبنانية، في قضاء صيدا، في محافظة الجنوب.

## موقع
تتبع العاقبية إلى بلدة البيسارية إداريا وعقاريا، تحدها من الشمال والشرق البيسارية، من الجنوب الصرفند، وتطل على البحر من جهة الشرق.
تبعد عن العاصمة بيروت 56 كلم وترتفع 150 متر عن سطح البحر.

## سكان
يعد سكان العاقبية أكثر من 2000 نسمة، يكثر فيها السوريون والفلسطينيون بالإضافة إلى اللبنانيين من بلدة البيسارية، وغيرها من المناطق.

## الأهمية
تعتبر العاقبية وسط تجاري أساسي لساحل الزهراني، وسوق يقصده مختلف سكان هذه المنطقة، ويحتل مركز ريادي مهم فيها.